# Association sportive jeunesse Soyaux-Charente 2019-2020
Questa voce raccoglie le informazioni riguardanti la squadra femminile dell'Association sportive jeunesse Soyaux-Charente nelle competizioni ufficiali della stagione 2019-2020.

## Divise e sponsor
La grafica delle divise casalinghe ripropone i colori sociali del club, il blu e il bianco. Il main sponsor era Item Telecom, lo sponsor tecnico, fornitore delle tenute da gioco, Macron.
| Casa | Trasferta |

## Organigramma societario
Area tecnica
- Allenatore: Sébastien Joseph
- Vice allenatore:
- Preparatore dei portieri: Amandine Guérin
- Preparatori atletici: Tom Bouvier
- Medico sociale: Cédric Poirier

## Rosa
Rosa, ruoli e numeri di maglia come da sito ufficiale integrata dal sito footofeminin.fr aggiornata al 31 gennaio.
| N. |                    | Ruolo | Calciatrice             |
| -- | ------------------ | ----- | ----------------------- |
| 1  | Francia (bandiera) | P     | Mickaëla Bottega        |
| 2  | Francia (bandiera) | D     | Anaïs Dumont (capitano) |
| 3  | Francia (bandiera) | D     | Anaïs M'Bassidje        |
| 4  | Francia (bandiera) | D     | Camille Collin          |
| 7  | Francia (bandiera) | C     | Anna Clérac             |
| 8  | Francia (bandiera) | C     | Angeline Da Costa       |
| 9  | Francia (bandiera) | A     | Sarah Cambot            |
| 10 | Francia (bandiera) | C     | Anissa Lahmari          |
| 11 | Francia (bandiera) | D     | Viviane Boudaud         |
| 12 | Francia (bandiera) | A     | Clémentine Canon        |
| 14 | Francia (bandiera) | D     | Cathy Couturier         |
| 16 | Francia (bandiera) | P     | Cassandra Moinet        |

| N. |                      | Ruolo | Calciatrice     |
| -- | -------------------- | ----- | --------------- |
| 17 | Francia (bandiera)   | A     | Laura Bourgouin |
| 18 | Martinica (bandiera) | D     | Aurélie Rouge   |
| 19 | Francia (bandiera)   | D     | Hawa Cissoko    |
| 20 | Francia (bandiera)   | A     | Kim Cazeau      |
| 22 | Francia (bandiera)   | C     | Siga Tandia     |
| 23 | Francia (bandiera)   | C     | Lucie Pingeon   |
| 27 | Francia (bandiera)   | A     | Sarah Magnier   |
| 30 | Francia (bandiera)   | P     | Romane Munich   |
| 33 | Francia (bandiera)   | C     | Mila Bodin      |
| 34 | Francia (bandiera)   | D     | Laura Camus     |
| 34 | Francia (bandiera)   | C     | Manon Moreira   |

## Calciomercato

### Sessione estiva
| Acquisti | Acquisti   | Acquisti | Acquisti   |
| R.       | Nome       | da       | Modalità   |
| -------- | ---------- | -------- | ---------- |
| A        | Kim Cazeau | Rodez    | definitivo |

| Cessioni | Cessioni | Cessioni | Cessioni |
| R.       | Nome     | a        | Modalità |
| -------- | -------- | -------- | -------- |
|          |          |          |          |

## Risultati

### Division 1

#### Girone di andata
| Arbitro: | Camille Soriano |

|                                                                    |           |  |
| Katoto 1’, 33’ Glas 35’ Diani 51’ Geyoro 61’ Nadim 66’ Däbritz 72’ | Marcatori |  |

| Angoulême 7 settembre 2019, ore 14:30 CEST 2ª giornata | Soyaux  | 0 – 0 referto | Paris FC | Stadio Camille Lebon (479 spett.)\| Arbitro: \| Coppola \| |
| Arbitro:                                               | Coppola |               |          |                                                            |

| Arbitro: | Vanderstichel |

|                  |           |                                    |
| Rougé 29’ (aut.) | Marcatori | 7’ Tandia 70’ Bourgouin 79’ Dumont |

| Arbitro: | Soriano |

|  |           |                        |
|  | Marcatori | 14’ Cambot 77’ Lahmari |

| Arbitro: | Di Benedetto |

|                      |           |              |
| De Almeida 2’ (aut.) | Marcatori | 45’ Puntigam |

| Arbitro: | Maubacq |

|             |           |            |
| Makanza 50’ | Marcatori | 89’ Clerac |

| Angoulême 26 ottobre 2019, ore 14:30 CEST 7ª giornata | Soyaux  | 0 – 0 referto | Digione | Stadio Camille Lebon (469 spett.)\| Arbitro: \| Bartnik \| |
| Arbitro:                                              | Bartnik |               |         |                                                            |

| Arbitro: | Beyer |

|                                                 |           |            |
| Karchouni 10’ Asseyi 73’ Lavogez 83’ Shaw 90+3’ | Marcatori | 16’ Cambot |

| Arbitro: | Coppola |

|  |           |             |
|  | Marcatori | 21’ Herrera |

| Arbitro: | Savina Elbour |

|  |           |                                                 |
|  | Marcatori | 10’ Hegerberg 36’ Parris 68’ Marozsán 89’ Henry |

| Arbitro: | Maubacq |

|            |           |                                     |
| Caputo 29’ | Marcatori | 61’ (rig.) Coudon 66’, 90+4’ Cambot |

#### Girone di ritorno
| Arbitro: | Guillemin |

|  |           |            |
|  | Marcatori | 49’ Larsen |

| Arbitro: | Rochebilière |

|            |           |                                          |
| Lavaud 44’ | Marcatori | 28’, 65’ Cambot 49’ Cazeau 89’ Bourgouin |

| Arbitro: | Guillot |

|           |           |  |
| Matéo 59’ | Marcatori |  |

| Arbitro: | Elodie Coppola |

|  |           |                                |
|  | Marcatori | 8’ Nadim 41’ Geyoro 42’ Katoto |

| Arbitro: | Collin |

|  |           |                                  |
|  | Marcatori | 6’ Asseyi 13’ Shaw 33’, 82’ Sarr |

| Parigi 14 marzo 2020, ore 14:30 CET 17ª giornata | Stade Reims | – Annullata | Soyaux | Stadio Jean Bouin |

| 28 marzo 2020, ore --:-- CET 18ª giornata | Soyaux | – Annullata | Guingamp |  |

| Décines-Charpieu 4 aprile 2020, ore 15:00 CEST 19ª giornata | Olympique Lione | – Annullata | Soyaux | Groupama Stadium |

| 18 aprile 2020, ore CEST 20ª giornata | Soyaux | – Annullata | Olympique Marsiglia |  |

| 16 maggio 2020, ore --:-- CEST 21ª giornata | Soyaux | – Annullata | Metz |  |

| 30 maggio 2020, ore --:-- CEST 22ª giornata | Montpellier | – Annullata | Soyaux |  |

### Coppa di Francia
| Arbitro: | Elbour |

|                 |           |           |
| Cambot 41’, 82’ | Marcatori | 45’ Louis |

| Arbitro: | Soriano |

|  |           |            |
|  | Marcatori | 75’ Traoré |

## Statistiche

### Statistiche di squadra
| Competizione     | Punti | In casa | In casa | In casa | In casa | In casa | In casa | In trasferta | In trasferta | In trasferta | In trasferta | In trasferta | In trasferta | Totale | Totale | Totale | Totale | Totale | Totale | DR  |
| Competizione     | Punti | G       | V       | N       | P       | Gf      | Gs      | G            | V            | N            | P            | Gf           | Gs           | G      | V      | N      | P      | Gf     | Gs     | DR  |
| ---------------- | ----- | ------- | ------- | ------- | ------- | ------- | ------- | ------------ | ------------ | ------------ | ------------ | ------------ | ------------ | ------ | ------ | ------ | ------ | ------ | ------ | --- |
| Division 1       | 13    | 8       | 0       | 3       | 5       | 1       | 14      | 8            | 4            | 1            | 3            | 14           | 16           | 16     | 4      | 4      | 8      | 15     | 30     | -15 |
| Coppa di Francia | -     | 2       | 1       | 0       | 1       | 2       | 2       | -            | -            | -            | -            | -            | -            | 2      | 1      | 0      | 1      | 2      | 2      | 0   |
| Totale           | -     | 10      | 1       | 3       | 6       | 3       | 16      | 8            | 4            | 1            | 3            | 14           | 16           | 18     | 5      | 4      | 9      | 17     | 32     | -15 |

### Andamento in campionato
| Giornata  | 1  | 2  | 3 | 4 | 5 | 6 | 7 | 8 | 9 | 10 | 11 | 12 | 13 | 14 | 15 | 16 | 17 | 18 | 19 | 20 | 21 | 22 |
| --------- | -- | -- | - | - | - | - | - | - | - | -- | -- | -- | -- | -- | -- | -- | -- | -- | -- | -- | -- | -- |
| Luogo     | T  | C  | T | T | C | T | C | T | C | C  | T  | C  | T  | T  | C  | C  | -  | -  | -  | -  | -  | -  |
| Risultato | P  | N  | V | V | N | N | N | P | P | P  | V  | P  | V  | P  | P  | P  | -  | -  | -  | -  | -  | -  |
| Posizione | 12 | 12 | 9 | 6 | 8 | 7 | 8 | 9 | 9 | 10 | 10 | 10 | 10 | 9  | 9  | 10 | -  | -  | -  | -  | -  | -  |

Legenda:

Luogo: C = Casa; T = Trasferta. Risultato: V = Vittoria; N = Pareggio; P = Sconfitta.

### Statistiche delle giocatrici
| Giocatore         | Division 1 | Division 1 | Division 1  | Division 1 | Coppa di Francia | Coppa di Francia | Coppa di Francia | Coppa di Francia | Totale   | Totale | Totale      | Totale     |
| Giocatore         | Presenze   | Reti       | Ammonizioni | Espulsioni | Presenze         | Reti             | Ammonizioni      | Espulsioni       | Presenze | Reti   | Ammonizioni | Espulsioni |
| ----------------- | ---------- | ---------- | ----------- | ---------- | ---------------- | ---------------- | ---------------- | ---------------- | -------- | ------ | ----------- | ---------- |
| M. Bodin          | 0          | 0          | 0           | 0          | -                | -                | -                | -                | 0        | 0      | 0           | 0          |
| M. Bottega        | 0          | 0          | 0           | 0          | 0                | 0                | 0                | 0                | 0        | 0      | 0           | 0          |
| V. Boudaud        | 13         | 0          | 0           | 0          | 1                | 0                | 0                | 0                | 14       | 0      | 0           | 0          |
| L. Bourgouin      | 15         | 2          | 0           | 0          | 1                | 0                | 0                | 0                | 16       | 2      | 0           | 0          |
| S. Cambot         | 16         | 6          | 0           | 0          | 2                | 2                | 1                | 0                | 18       | 8      | 1           | 0          |
| C. Canon          | 6          | 0          | 0           | 0          | 0                | 0                | 0                | 0                | 6        | 0      | 0           | 0          |
| K. Cazeau         | 15         | 1          | 2           | 0          | 2                | 0                | 0                | 0                | 17       | 1      | 2           | 0          |
| H. Cissoko        | 16         | 0          | 4           | 0          | 2                | 0                | 0                | 0                | 18       | 0      | 4           | 0          |
| A. Clérac         | 16         | 1          | 2           | 0          | -                | -                | -                | -                | 16       | 1      | 2           | 0          |
| C. Collin-Rougier | 2          | 0          | 0           | 0          | 2                | 0                | 1                | 0                | 4        | 0      | 1           | 0          |
| C. Couturier      | 15         | 0          | 3           | 0          | 2                | 0                | 0                | 0                | 17       | 0      | 3           | 0          |
| A. Da Costa       | 9          | 0          | 0           | 0          | 2                | 0                | 0                | 0                | 11       | 0      | 0           | 0          |
| A. Dumont         | 15         | 1          | 4           | 0          | 2                | 0                | 0                | 0                | 17       | 1      | 4           | 0          |
| A. Lahmari        | 13         | 1          | 2           | 0          | 2                | 0                | 0                | 0                | 15       | 1      | 2           | 0          |
| A. M'Bassidjé     | 14         | 0          | 0           | 0          | 2                | 0                | 0                | 0                | 16       | 0      | 0           | 0          |
| S. Magnier        | 5          | 0          | 1           | 0          | 1                | 0                | 0                | 0                | 6        | 0      | 1           | 0          |
| C. Moinet         | 3          | -8         | 0           | 0          | 0                | 0                | 0                | 0                | 3        | -8     | 0           | 0          |
| M. Moreira        | 0          | 0          | 0           | 0          | -                | -                | -                | -                | 0        | 0      | 0           | 0          |
| R. Munich         | 14         | -22        | 0           | 0          | 2                | -2               | 0                | 0                | 16       | -24    | 0           | 0          |
| L. Pingeon        | 12         | 0          | 1           | 0          | 2                | 0                | 0                | 0                | 14       | 0      | 1           | 0          |
| A. Rougé          | 12         | 0          | 1           | 0          | 0                | 0                | 0                | 0                | 12       | 0      | 1           | 0          |
| S. Tandia         | 12         | 1          | 0           | 0          | 2                | 0                | 1                | 0                | 14       | 1      | 1           | 0          |